# Mythimna bicolor
Mythimna bicolor är en fjärilsart som beskrevs av Alfred Ernest Wileman 1911. Mythimna bicolor ingår i släktet Mythimna och familjen nattflyn. Inga underarter finns listade i Catalogue of Life.